# Rolf Witting
Rolf Johan Witting (Viipuri, 1879. szeptember 30. – Porvoo, 1944. október 11.) finn oceanográfus és politikus volt, 1924-től négy finn kormány tagja.

## Tudományos pályája
1897-ben érettségizett (Abitur), Candidatus Philosophiae fokozatot 1901-ben, Magister Philosophiae fokozatot 1901-ben szerzett, licenciátust 1909-ben, és 1910-ben doktorált. 1918 és 1936 közt a Finn Tengerkutató Intézet főigazgatója volt.

## A politikában
1921. május 1-jén az uusimai választókörzetben parlamenti mandátumot szerzett. 1934 és 1936 között a külügyminiszter helyettese volt, 1940 és 1943 között pedig külügyminiszter.
A civil életben vezette a Hanken Közgazdasági Iskolát, a Finn Tudományos és Irodalmi Akadémiák Delegációját és a Finn Földrajzi Társaságot. Lapok menedzselésében is részt vett, mint a Hufvudstadsbladet.

## Fordítás
- Ez a szócikk részben vagy egészben  a   Rolf Witting című angol Wikipédia-szócikk ezen változatának fordításán alapul.  Az eredeti cikk szerkesztőit annak laptörténete sorolja fel. Ez a jelzés csupán a megfogalmazás eredetét és a szerzői jogokat jelzi, nem szolgál a cikkben szereplő információk forrásmegjelöléseként.